# Šamši-Adad V.

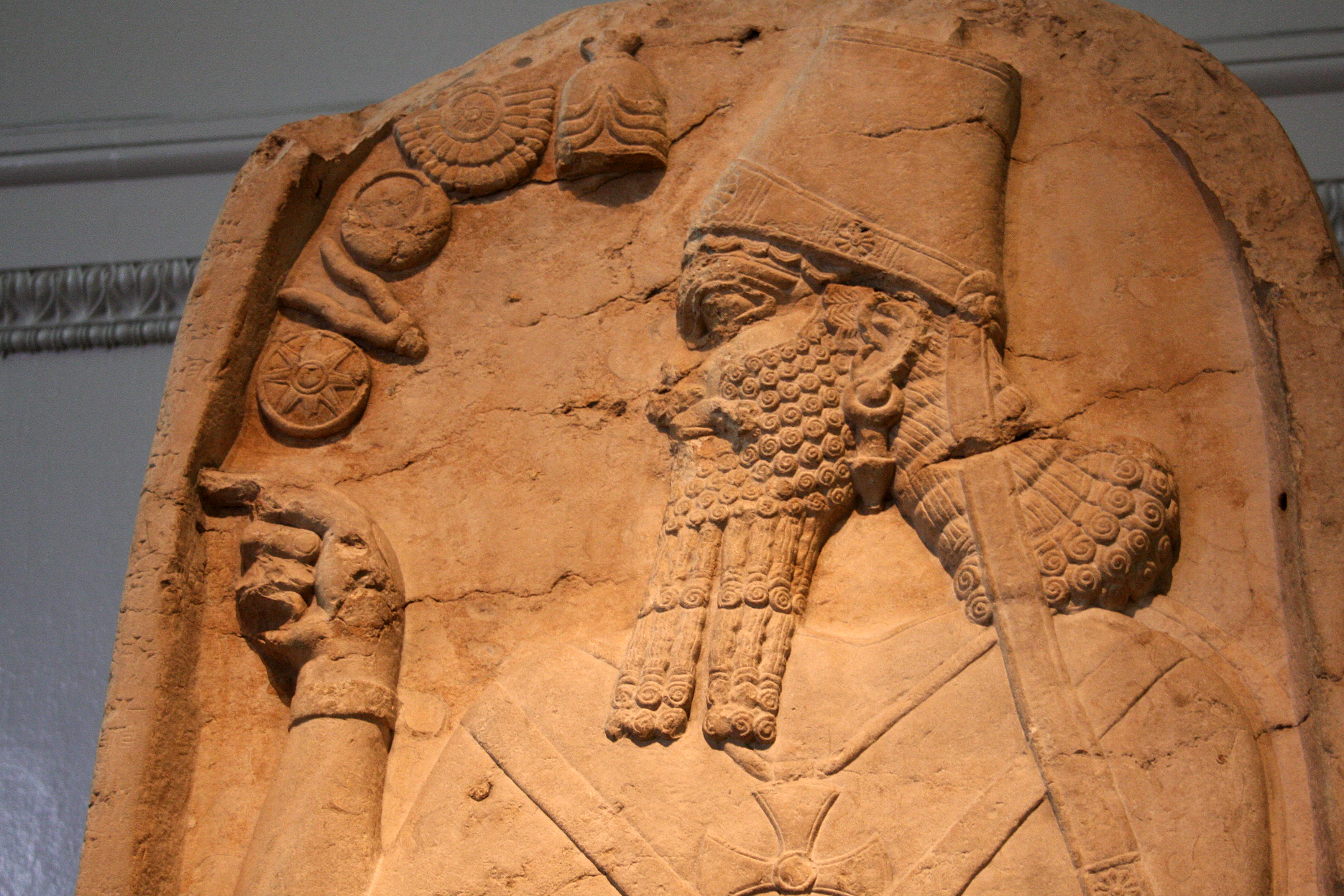
Stele mit Porträt von Šamši-Adad V. im British Museum

Šamši-Adad V. (Schamschi-Adad) war von 823 v. Chr. bis 811 v. Chr. assyrischer König.
Er folgte seinem Vater Salmānu-ašarēd III. auf dem Thron, hatte aber mit den Thronansprüchen seines Bruders Aššur-dayyin-apli zu kämpfen, dem es, nach Inschriften von Šamši-Adad zunächst gelang, 27 bedeutende Städte des Reiches, darunter Ninive, unter seine Kontrolle zu bekommen. Šamši-Adad brauchte vier Jahre, um diesen Bürgerkrieg schließlich für sich zu entscheiden. Die Machtposition des Königs und Assyriens litt dabei nachhaltig.
Die Quellen berichten von einem Feldzug Šamši-Adads gegen Babylon, mit dessen Herrscher Marduk-zākir-šumi I. er schließlich einen Vertrag schloss. Sein Feldherr (rab-reši) Mutarris-Marduk zog gegen die Mannäer, Meder und Perser. Šamši-Adads Frau Šammuramat (das historische Vorbild der Semiramis), übernahm nach seinem Tod die Regentschaft für seinen unmündigen Sohn Adad-nīrārī III.